# Херберт, Пол
Пол Херберт (англ. Paul Herbert; р. 1949 г.) — генеральный директор ОАО «Группа „Илим“» с октября 2007 года по июнь 2013 года.
Родился в Лондоне в 1949 году, получил профессиональное образование в области ДВП и дополнительное техническое образование в Политехническом Университете восточного Лондона, впоследствии получил диплом MBA в Сельскохозяйственно — инженерном университете штата Техас (США). Опыт работы на предприятиях целлюлозно-бумажной отрасли — 37 лет.
Начав как мастер смены, треть карьеры провёл на производстве и в службах инженерного обеспечения. Затем занимал позиции в операционном и коммерческом менеджменте, а также в высшем руководстве различных компаний. Работал в компаниях в Чили, Бразилии, США, Канаде, Испании, Германии, Франции, Юго-Восточной Азии.Имеет обширный опыт разработки и реализации проектов по модернизации и строительству комбинатов.
Занимал должности:
- 1992 вице-президент по инженерно-техническим разработкам и производству International Paper;
- 1996 гендиректор Zanders Feinpapiere (Германия);
- 2000 президент International Paper Europe;
- 2003 первый вице-президент International Paper по производству печатной и офисной бумаги[4].

С ноября 2005 по октябрь 2007 занимал должность первого вице-президента по стратегическим инициативам в International Paper.
Имеет обширный опыт разработки и реализации проектов по модернизации и строительству комбинатов.